# Politique étrangère de la Mauritanie
La politique étrangère de la Mauritanie désigne l’ensemble des relations internationales de la république islamique de Mauritanie depuis son indépendance proclamée en novembre 1960. La Mauritanie est membre de l'Organisation des Nations unies, de l'Union africaine, de l'Union du Maghreb arabe, de la Ligue arabe, et de l'Organisation de la coopération islamique.

## Relations avec les autres pays africains

### Relations avec le Maroc
Au cours des premières années d’indépendance du Maroc en 1956, la politique marocaine consiste à reconstituer le « Grand Maroc », englobant notamment la Mauritanie. Rabat renonce à ses prétentions territoriales en 1961, mais continue de nier l’existence de la Mauritanie jusqu’en 1969.
En 1975, l'Espagne, ancienne puissance coloniale, se retire du Sahara occidental cédant les deux tiers au Maroc et à un tiers à la Mauritanie, provoquant une rébellion armée du Front Polisario, à la suite de quoi la Mauritanie se retire de sa portion au profit du Maroc.
Le Maroc et la Mauritanie sont membres et cofondateurs de l'Union du Maghreb arabe depuis février 1989, et de l'Union africaine depuis la réintégration de Maroc en 2017,.

### Relations avec la Tunisie
La Tunisie est l'un des premiers pays à reconnaître l'indépendance de la Mauritanie et à lui apporter son soutien diplomatique par la suite. Cette position provoque la rupture des relations diplomatiques entre le Maroc et la Tunisie, qui dure quelques années. Ainsi, la Tunisie est l'un des trois parrains de la candidature de la Mauritanie aux Nations unies, à côté de la France et du Liberia. De plus, elle est le seul pays de la Ligue arabe à avoir voté pour son adhésion le 27 octobre 1961, les autres ayant voté contre en s'alignant sur la position marocaine qui revendiquait ce territoire.
Dès l'indépendance de la Mauritanie, des relations diplomatiques et des coopérations sont mises en place. La coopération est au départ basée sur la formation des cadres. Ainsi, des bourses sont offertes à des magistrats mauritaniens pour se former en Tunisie. Dans le même temps, une équipe tunisienne contribue à l'organisation de l'Institut national des hautes études islamiques à Nouakchott. De plus, la Tunisie apporte une aide technique et financière dans le secteur bancaire, avec notamment la mise en place de la Banque mauritanienne de développement.
Lors de la crise de Bizerte en 1961, le président mauritanien Moktar Ould Daddah apporte son soutien au président tunisien Habib Bourguiba. Il effectue d'ailleurs une visite officielle à Tunis en juillet 1964. Les premiers accords de coopération sont signés entre les deux pays en septembre de la même année, après la visite d'une délégation tunisienne à Nouakchott. Une commission bilatérale est mise en place en mars 1971 pour développer la coopération intergouvernementale.

### Relations avec la Gambie
En 2017, le président mauritanien Mohamed Ould Abdel Aziz s'implique comme médiateur crise politique gambienne provoquée par le refus du président sortant Yahya Jammeh de quitter le pouvoir après sa défaite lors de l'élection présidentielle de 2016. Alors qu'une intervention militaire est décidée par plusieurs pays voisins pour le chasser du pouvoir Mohamed Ould Abdel Aziz joue un rôle clé dans la résolution pacifique de cette crise en convainquant, par la négociation le président gambien défait de quitter le pouvoir.

## Relations avec les pays du Moyen-Orient

### Relations avec Israël
En 1999, la Mauritanie est le troisième pays de la Ligue arabe à établir des relations diplomatiques avec Israël, après l’Égypte et la Jordanie. Une des principales motivations de Nouakchott est de se rapprocher des États-Unis, marginalisé après avoir soutenu l'Irak de Saddam Hussein pendant la guerre du Golfe. En contrepartie, le gouvernement mauritanien obtient la fin des soutiens américain et israélien aux forces de libération africaines de Mauritanie qui lui sont opposés, et des financements internationaux dans les domaines de l’agriculture et de la santé. Mais cette décision, très impopulaire auprès de la population mauritanienne, est l'une des causes d'une tentative de putsch d'une partie de l'armée mauritanienne en 2003.
Finalement, la guerre de Gaza de 2008-2009 provoque le gel des relations israélo-mauritaniennes par le président mauritanien Mohamed Ould Abdelaziz. Au début des années 2020, dans le sillage des accords Abraham, Tel-Aviv tente de rétablir ses relations diplomatiques avec Nouakchott grâce à une médiation des Émirats arabes unis qui viennent de normaliser leurs relations avec Israël. Mais la reprise de la guerre entre Israël et le Hamas en 2023 met fin à cette tentative de rapprochement.